# António Borges Coutinho de Medeiros de Sousa Dias da Câmara
António Borges Coutinho de Medeiros de Sousa Dias da Câmara ComB (19 de Janeiro de 1871 - Lisboa, 4 de Abril de 1941) 1.º Barão do Linhó, foi um empresário agrícola, funcionário público, político e filantropo português.

## Biografia
Quarto filho e mais novo de António Borges de Medeiros Dias da Câmara e Sousa, 2.º Visconde da Praia, 1.º e único Conde da Praia e Monforte e 1.º Marquês da Praia e Monforte, e de sua mulher Maria José Coutinho Maldonado de Albergaria Freire, filha herdeira do 1.º Visconde de Monforte, Senhora de grande casa vincular no Alto Alentejo. O seu pai era Par do Reino, grande Proprietário na Ilha de São Miguel, filho do 1.º Visconde da Praia.
Proprietário e Diplomado com o Curso Superior de Letras, formou-se em Letras pela Faculdade de Letras da Universidade de Coimbra e passou a administrar as suas Propriedades em Veiros. Foi Secretário do Governador Civil do Distrito de Lisboa, Dr. José Coelho da Mota Prego, em 1909.
Foi Fidalgo da Casa Real.
Regenerador, foi eleito Deputado no acto de 26 de Junho de 1904, pelo Círculo Eleitoral plurinominal de Évora e reeleito em Maio de 1906. Não há registo de nenhuma intervenção sua no Parlamento.
O título de 1.º Barão do Linhó foi-lhe concedido por Decreto de data desconhecida de 1910 de D. Manuel II de Portugal, título que não registou na Torre do Tombo e foi dado nos últimos anos da Monarquia (ainda não é mencionado numa lista de titulares do Almanaque Férin para 1906). Usava Armas plenas de Borges com timbre de Borges e coroa de Barão.
A 3 de Setembro de 1915 surge como Proprietário. Em 1917 herdou de seu pai o Solar de São Vicente Ferreira, na Ribeira Grande.
A 21 de Abril de 1932 foi feito Comendador da Ordem de Benemerência.
A 20 de Agosto de 1934 era Proprietário, também em Sintra.
Morreu solteiro e sem geração.
Tem uma Rua e um Largo com o nome do seu título no Linhó, em São Pedro de Penaferrim, Sintra. António Menano dedicou "Ao muito amigo Barão do Linhó" o Fado da Praia.